# Heba von Ostfriesland
Heba von Ostfriesland (* 18. November 1456 oder 1457; nach † 1492) war als Frau des Grafen Erich Gräfin von Holstein-Pinneberg.

## Leben
Heba war die älteste Tochter des Häuptlings und späteren ersten Grafen von Ostfriesland, Ulrich I. Cirksena von Ostfriesland und der Theda Ukena. Sie hatte fünf Geschwister.
Am 13. September 1475 schloss Graf Erich von Holstein-Pinneberg mit ihrer Mutter Gräfin Theda von Ostfriesland einen Vertrag über seine Ehe mit Heba. In diesem Vertrag schrieb er Heba als Leibzucht das Schloss in Pinneberg sowie Hof und Zoll in Hamburg zu. Als Brautschaft zahlten Hebas Eltern die vergleichsweise hohe Summe von 8.000 Rheinische Gulden. 1476 heiratete das Paar. Die Ehe blieb kinderlos. Als Witwe zog sie zurück nach Ostfriesland, wo sie nach 1492 starb. In der Literatur wird vielfach das Todesjahr 1476 genannt. Dies kann jedoch nicht stimmen, da sie nach Erich von Schaumburg († 1492) gestorben sein muss. Zudem hat dieser noch am 15. November 1478 erklärt, dass seine Gemahlin Heba statt des ihr als Leibzucht zugesagten Schlosses in Pinneberg auch den Hof in Stadthagen wählen kann. Sie wurde zunächst in der Familiengrabanlage der Cirksena im Kloster Marienthal in Norden bestattet. Vor 1558 ließ Gräfin Anna die Herrengruft der Grafen von Ostfriesland in der Großen Kirche in Emden anlegen und ihre Gebeine 1558 dorthin verlegen.